# محبط (فلم)
محبط هو فيلم حركة حية/أنیميشن موسيقي فنتازيا كوميديا رومانسية أمريكي قادم من إنتاج شركة أفلام والت ديزني وإخراج آدم شانكمان وبطولة إيمي آدمز،باتريك ديمبسي،جيمس مارسدن وإيدينا مينزيل.من المقرر عرض الفيلم على ديزني+ في أواخر عام 2022.

## روابط خارجية
- مقالات تستعمل روابط فنية بلا صلة مع ويكي بيانات